# Яніс Амаш
Яніс Амаш (араб. يانيس حماش, нар. 13 липня 1999, Марсель) — алжирський футболіст, захисник національної збірної Алжиру.
Виступав, зокрема, за клуби «Ніцца-2», «Ред Стар,«Боавішта», «Дніпро-1», «Арока» та «Оран». 

## Клубна кар'єра
Народився 13 липня 1999 року в місті Марсель. Вихованець футбольної школи клубу «Ніцца».
У дорослому футболі дебютував 2016 року виступами за команду «Ніцца-2», в якій провів три сезони, взявши участь у 34 матчах чемпіонату. 
Своєю грою за цю команду привернув увагу представників тренерського штабу клубу «Ред Стар», до складу якого приєднався 2019 року. Відіграв за паризьку команду наступний сезон своєї ігрової кар'єри. Більшість часу, проведеного у складі «Ред Стар», був основним гравцем захисту команди.
У 2020 році уклав контракт з клубом «Боавішта», у складі якого провів наступні два роки своєї кар'єри гравця.  Граючи у складі «Боавішти» також здебільшого виходив на поле в основному складі команди.
До складу клубу «Дніпро-1» приєднався 2022 року.

## Виступи за збірну
2022 року дебютував в офіційних матчах у складі національної збірної Алжиру.

## Статистика виступів

### Статистика клубних виступів
| Сезон               | Команда             | Чемпіонат           | Чемпіонат | Чемпіонат | Національний кубок | Національний кубок | Національний кубок | Континентальні кубки | Континентальні кубки | Континентальні кубки | Інші змагання | Інші змагання | Інші змагання | Усього | Усього | Усього |
| Сезон               | Команда             | Ліга                | Ігор      | Голів     | Ліга               | Ігор               | Голів              | Ліга                 | Ігор                 | Голів                | Ліга          | Ігор          | Голів         | Ігор   | Голів  |        |
| ------------------- | ------------------- | ------------------- | --------- | --------- | ------------------ | ------------------ | ------------------ | -------------------- | -------------------- | -------------------- | ------------- | ------------- | ------------- | ------ | ------ | ------ |
| 2016–17             | «Ніцца-2»           | CFA                 | 2         | 0         |                    | -                  | -                  |                      | -                    | -                    |               | -             | -             | 2      | 0      |        |
| 2017–18             | «Ніцца-2»           | CFA                 | 12        | 1         |                    | -                  | -                  |                      | -                    | -                    |               | -             | -             | 12     | 1      |        |
| 2018–19             | «Ніцца-2»           | CFA                 | 20        | 7         |                    | -                  | -                  |                      | -                    | -                    |               | -             | -             | 20     | 7      |        |
| Усього за «Ніцца-2» | Усього за «Ніцца-2» | Усього за «Ніцца-2» | 34        | 8         |                    | -                  | -                  |                      | -                    | -                    |               | -             | -             | 34     | 8      |        |
| 2019–20             | «Ред Стар»          | N                   | 21        | 1         | КФ+КЛ              | 3+1                | 1+0                |                      | -                    | -                    |               | -             | -             | 25     | 2      |        |
| 2020–21             | «Боавішта»          | ПЛ                  | 4         | 2         | ПЛУ+КЛ             | 0                  | 0                  |                      | -                    | -                    |               | -             | -             | 4      | 2      |        |
| Усього за кар'єру   | Усього за кар'єру   | Усього за кар'єру   | 59        | 11        |                    | 4                  | 1                  |                      | -                    | -                    |               | -             | -             | 63     | 12     |        |